# Picconia azorica
Picconia azorica (лат.) — кустарник, вид рода Picconia семейства Маслиновые (Oleaceae). Эндемик Азорских островов, где произрастает на всех островах архипелага. Находится под угрозой исчезновения из-за потери среды обитания.

## Описание
Листья ланцетные или яйцевидные, супротивные и с цельными краями. Соцветия пазушные, цветки небольшие белые. Цветёт с марта по июль. Плоды мясистые, представляют собой тёмно-синие костянки длиной около 1,5 см, похожие на оливки.

## Ареал и местообитание
Это вечнозелёный древесный вид, произрастающий на всех островах Азорских островов, за исключением Грасиозы. Встречается обычно в прибрежных лесах и лесах средней высоты от побережья до 700 м над уровнем моря.

## Использование
Вид популярен в традиционном ремесленном плотничном деле, для изготовления мебели и религиозных святилищ.

## Охранный статус
После колонизации ресурсы различных островов Азорского архипелага использовались для поддержания населения. Местные леса вырубались для поддержки местной экономики и повседневной деятельности, а другие неэндемичные виды высаживались для поддержки растущих популяций, такие как криптомерия (Cryptomeria japonica) и акация Акация серебристая (Acacia dealbata), которые быстро росли на островах.
Чрезмерная эксплуатация древесины привела к тому, что вид почти вымер на некоторых островах. Он стал приоритетом для повторного заселения и сохранения, занесен в Красный список МСОП 2004 года как находящийся под угрозой исчезновения и включен в Приложение II Директивы о местообитаниях (Бернская конвенция о сохранении европейской дикой природы и естественных местообитаний) из-за деградации среды обитания, расширения сельскохозяйственных угодий, лесонасаждения, конкуренции со стороны видов-вселенцев и изоляции популяций.